# Diego Gutiérrez (guionista)
Diego Gutiérrez (Ciudad de México, 1976) es un guionista, productor y showrunner mexicano.

## Biografía y carrera
Gutiérrez nació en 1976 y creció en la Ciudad de México.  De 1985 a 1987 estudió junto a sus hermanos Alejandro y Daniel en el Fay School en Massachussetts, sin embargo, regresó a México para cursas la escuela secundaria. En 1988, a los 20 años estudió cine en la Universidad Wesleyana, Connecticut. Después de la universidad, viajó a Los Ángeles con la intención de dirigir, pero finalmente consiguió un trabajo con un mentor.
Diego fue contratado como asistente personal de su compañero Joss Whedon, quien en ese momento era el showrunner del éxito de culto de los 90, Buffy the Vampire Slayer. Con el apoyo y la orientación de Joss, Diego pasaría tres años y medio aprendiendo a escribir y aprendiendo todo sobre producción de televisión. Su primer crédito como escritor fue en un episodio de Buffy.
En los años siguientes, Diego escribió para más programas, incluyendo Dawson's Creek, Judging Amy, The Shield y Without a Trace.
En 2013 Robert Rodríguez estaba lanzando una adaptación televisiva de la película From Dusk Till Dawn, y estaba buscando voces latinas para incorporarlas como co-showrunners. Diego también comenzó a desarrollar sus propias ideas de proyectos, y Netflix le preguntó si tomaría su concepto para Monarca y lo haría para México. Diego pasó un año viajando de ida y vuelta entre Los Ángeles y la Ciudad de México, donde pudo ser mentor de escritores y productores.
Diego cree que su experiencia bicultural de crecer en México, asistir a Fay School y al Universidad Wesleyana, y luego vivir y trabajar en los Estados Unidos no es tan única. Las historias que reflejan una mezcla de culturas y orígenes resuenan con la gente en estos días. 

"El mercado latino no es monolítico, y tenemos miles de historias diferentes que contar. Estados Unidos es mi hogar ahora; Es donde está mi familia, dar voz a esa experiencia bicultural en todas sus diferentes formas es lo que más me emociona".
–Diego Gutiérrez.

## Filmografía

### Guionista
| Año           | Título                          | Notas |
| ------------- | ------------------------------- | ----- |
| 2002          | Buffy the Vampire Slayer        |       |
| 2001-2002     | Dawson's Creek                  |       |
| 2003          | Kingpin                         |       |
| 2004          | Judging Amy                     |       |
| 2004          | The Shield                      |       |
| 2005          | Point Pleasant                  |       |
| 2005-2009     | Sin rastro                      |       |
| 2009          | V                               |       |
| 2012-2014     | Almacén 13                      |       |
| 2014-2016     | From Dusk till Dawn: The Series |       |
| 2019-2021     | Monarca                         |       |
| 2023-presente | One Piece (Live Action)         |       |

### Productor
| Año           | Título                          | Notas |
| ------------- | ------------------------------- | ----- |
| 2005-2009     | Sin rastro                      |       |
| 2009          | V                               |       |
| 2012-2014     | Almacén 13                      |       |
| 2014-2016     | From Dusk till Dawn: The Series |       |
| 2019-2021     | Monarca                         |       |
| 2023-presente | One Piece (Live Action)         |       |